# Enberget
Enberget är ett naturreservat i Torsby kommun i Värmlands län.
Området är naturskyddat sedan 2003 och är 245 hektar stort. Reservatet omfattar berget med detta namn och består av gammal barrskog.